# Cubleșu Someșan
Cubleșu Someșan – wieś w Rumunii, w okręgu Kluż, w gminie Panticeu. W 2011 roku liczyła 429 mieszkańców.